# Som Pop
Som Pop foi um programa de televisão brasileiro produzido e exibido de 1989 a 1993 pela TV Cultura. Era transmitido aos sábados, às 19h e reprisado aos domingos, e foi apresentado por Kid Vinil. de 1989 até o finalzinho, em 1993
O precursor de programas de videoclipes no Brasil chamava-se TV2 Pop Show, e estreou na TV Cultura de São Paulo, no ano de 1973. O programa era basicamente um rádio com imagens, mostrava principalmente trechos de shows ao vivo, porque o formato videoclipe ainda não estava totalmente definido. O programa manteve a mesma estrutura, quando mudou de nome após alguns anos para RTC Pop Show, pois a TV Cultura passou a se chamar oficialmente Rádio e Televisão Cultura, e o nome do programa simplesmente acompanhou a nova sigla. 
Em 1989, se tornou nacionalmente conhecido com o nome de Som Pop. Já com uma linguagem mais televisiva, trazia videoclipes e comentários sobre as músicas apresentadas. De 1989 até seu encerramento em 1993, ganhou um novo formato, agora com a apresentação de Kid Vinil: todas as semanas era escolhido um tema, e todas as músicas apresentadas giravam em torno do assunto escolhido. 